# Kendō
Kendō (剣道?), („calea sabiei”, tradițional), este arta marțială japoneză a scrimei.  Kendō s-a dezvoltat din tehnicile tradiționale japoneze de luptă cu sabia, cunoscute sub denumirea de kenjutsu. Totodată este o activitate solicitantă fizic și mental care combină valorile solide ale artelor marțiale cu elemente fizice specifice sportului. Practicanții de kendō sunt numiți kendōka (cel care practică kendō) sau kenshi (spadasin).

## Metodă
Kendō este una din căile ce compun budō și înglobează esența artelor marțiale japoneze. Se practică de către kendoka purtând o îmbrăcăminte în stil tradițional japonez și o armură pentru protecție numită bogu. Ca arme se folosește unul (sau două) shinai. Kendō poate fi privit ca stilul japonez de scrimă, însă el diferă foarte mult de scrima europeană prin mișcările sau tehnicile folosite. Acest lucru se datorează faptului că sabia folosită este diferită, la fel cum diferă și modul în care aceasta este folosită. Antrenamentul de kendō este foarte „gălăgios” prin comparație cu alte arte marțiale sau sporturi pentru că un kendōka folosește strigătul, kiai, pentru a-și exprima spiritul gata de luptă, însoțit de o mișcare a corpului hotărâtă înainte.
Conceptul de bază în kendo este Kikentai-no-ichi - adică uniunea dintre spirit - Ki, exemplificat prin kiai, sabie - ken și corp - tai. 

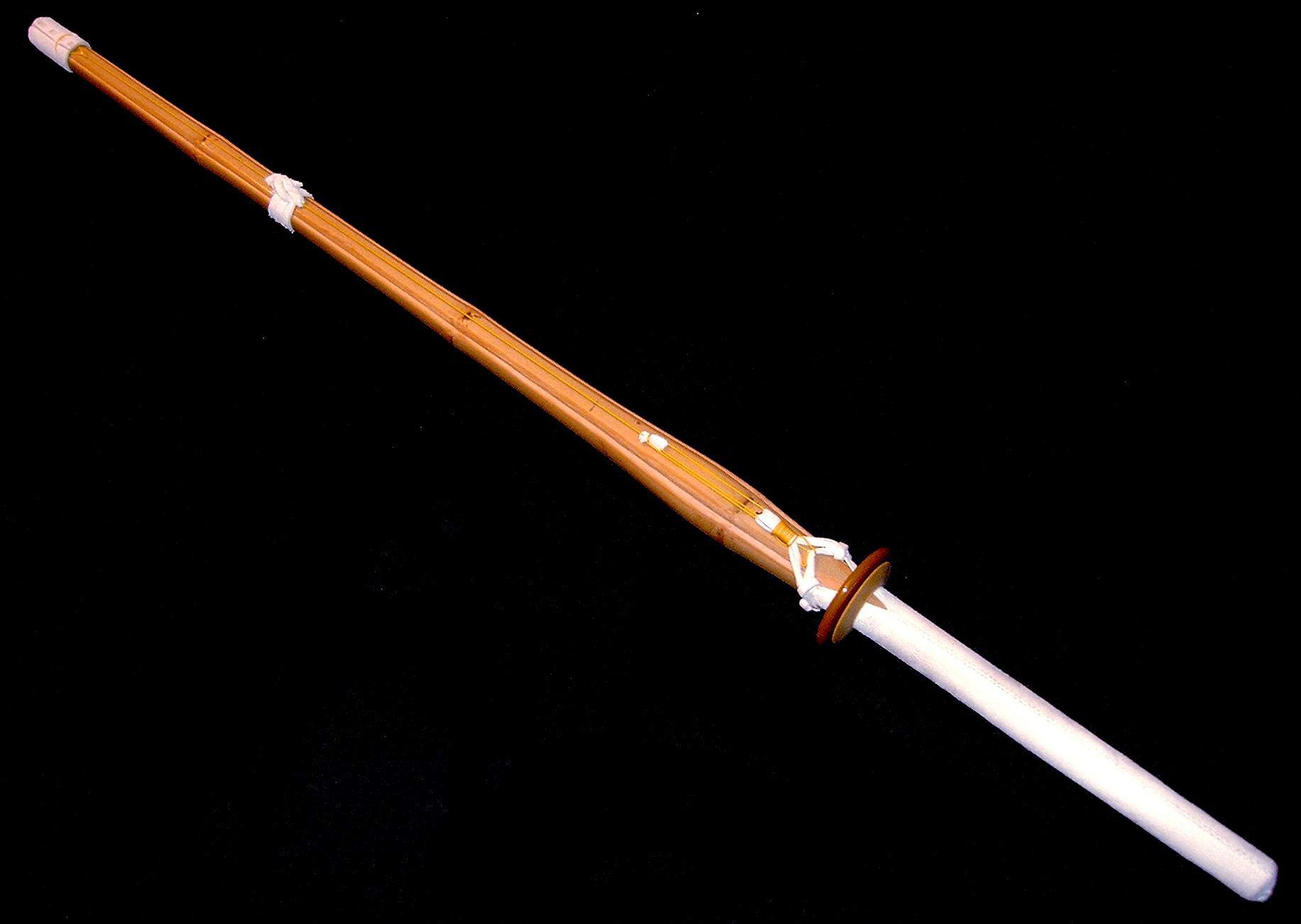
Shinai - înlocuitor din bambus pentru katana

Folosind o imitație de sabie realizată din fâșii de bambus, și purtând apărătoare, un practicant de kendo se luptă cu un oponent conform unor modalități de a înscrie puncte și reguli prestabilite.
Numărul practicanților de kendō este estimat astăzi la opt milioane de oameni, din care aproximativ șapte milioane de practicanți în Japonia.

## Semnificație

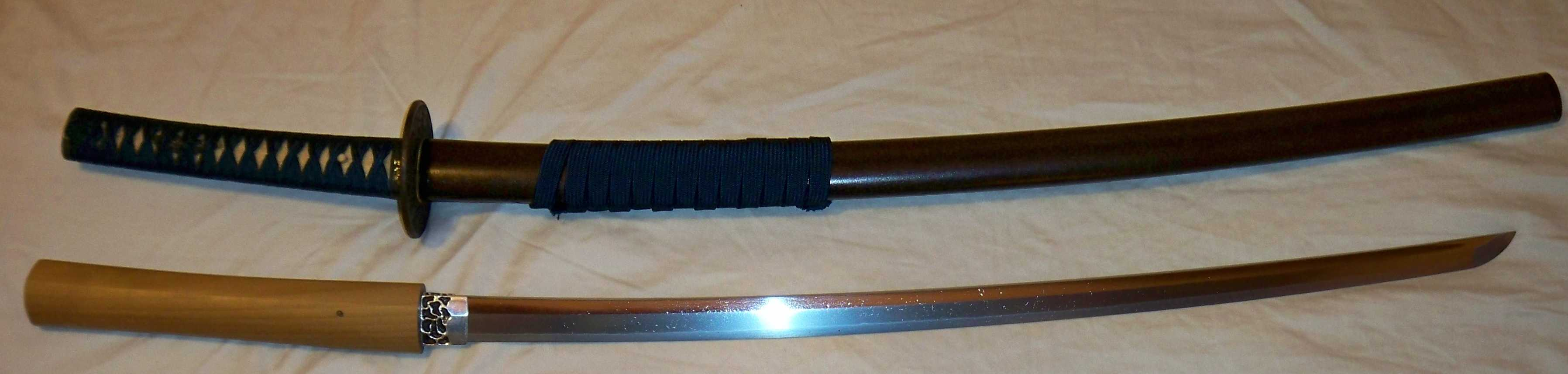
Katana

Kendō este calea de a disciplina caracterul uman prin aplicarea principiilor katana.

### Scopul practicării kendō
:Modelarea minții și corpului.
Cultivarea unui spirit sănătos,
printr-un antrenament corect și susținut,
pentru strădania perfecționării în arta kendō.
Prețuirea politeții și onoarei dintre oameni.
Asocierea cu alții cu sinceritate,
și totdeauna urmărirea educării de sine.
Astfel, practicantul va putea:
să își iubească țara și societatea,
să contribuie la dezvoltarea culturii,
și la promovarea păcii și prosperității printre toți oamenii.